# 威廉·皮索
威廉·皮索（Willem Piso、荷蘭語：、拉丁名：Guilielmus Piso 或 Guilherme Piso，1611年—1678年11月28日）是荷蘭醫生、生物學家、植物學家，同時也是熱帶醫學創始者之一。

## 著作

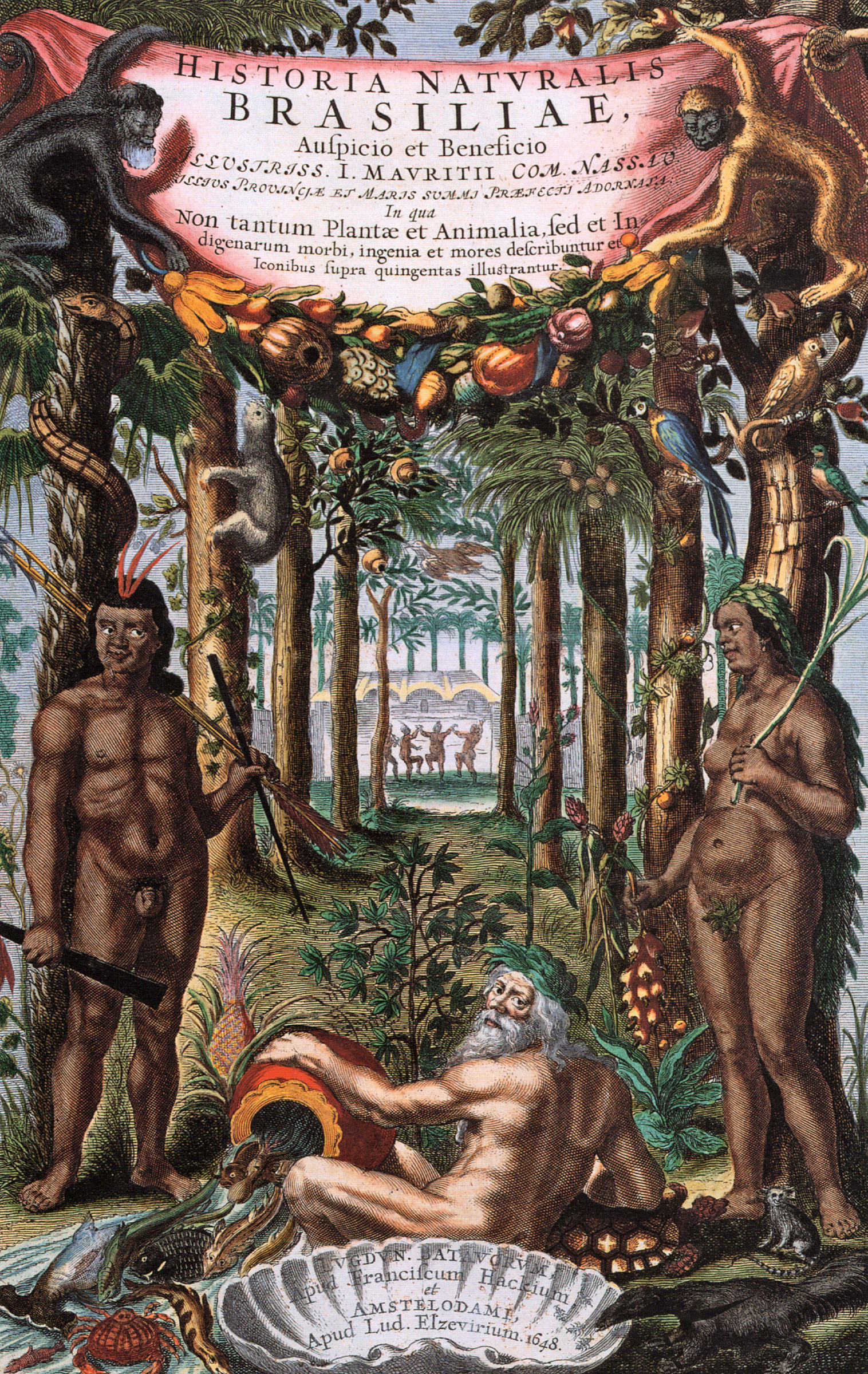
巴西自然史第一版的封面

威廉·皮索在1648年出版生物史著作——巴西自然史。